# Maxime Real del Sarte
Maxime Louis Camille Real del Sarte, né le 2 mai 1888 au 88 boulevard de Courcelles dans le 17e arrondissement de Paris et mort le 15 février 1954 à la même adresse, est un sculpteur français, héros de la Première Guerre mondiale, mutilé de guerre, militant monarchiste, fondateur et chef des Camelots du roi.

## Biographie

### Famille
Sa famille, d'ancienne bourgeoisie, est originaire du Cambrésis. Elle est issue de Jean-Baptiste Réal (né en 1755), maire de Solesmes (Nord).
Né dans un milieu artistique, il est le fils du sculpteur Désiré Real del Sarte et de l'artiste-peintre Magdeleine Real del Sarte (elle-même fille du musicien François Delsarte et cousine de Georges Bizet). Maxime Real del Sarte a également pour cousine l'artiste-peintre portraitiste Thérèse Geraldy.

### Carrière artistique et politique
Il entre à l’École des beaux-arts de Paris en 1908. Le matin même du concours, il s'engage politiquement, du côté des antidreyfusards : pénétrant au palais de justice de Paris, il se présente à l’audience solennelle de rentrée de la cour de cassation et, apostrophant les magistrats, les accuse de « forfaiture » à propos du dernier pourvoi de l'affaire Dreyfus. C’est après cet incident qu’il prend contact avec les représentants de l’Action française.
Le chef des Camelots du roi est dès lors de tous les combats du mouvement nationaliste et monarchiste, parmi lesquels la célèbre affaire Thalamas, du nom de cet historien qui essaya de professer à la Sorbonne un cours sur Jeanne d'Arc jugé insultant par l'Action française. Elle vaut à Maxime Real del Sarte un séjour de dix mois à la prison de la Santé.
En 1910, Maxime Real del Sarte, jeune royaliste, est exclu de l’avancement militaire, ce qui entraîne des incidents suscités par l’Action française, mais désapprouvés par le duc d’Orléans, dans un entretien accordé au journal Le Gaulois le 20 mars.
Maxime Real del Sarte, catholique fervent et militant de l'extrême droite, est un admirateur de Jeanne d’Arc à laquelle il consacre de nombreux travaux. « Sa personne », écrit le baron de Tupigny, « fut dominée par la sainte dont il dira plus tard : "Je fus toujours son serviteur." Il s’est battu pour elle toute sa vie. »

### Première Guerre mondiale
Alors aspirant au 106e régiment d'infanterie, Real del Sarte est blessé aux Éparges, sur le front de Verdun le 29 janvier 1916, et doit être amputé de l’avant-bras gauche.

« Excellent sous-officier qui a toujours fait son devoir avec la plus belle vaillance, et qui a donné, en toutes circonstances, l’exemple de la plus grande bravoure. Très grièvement blessé le 29 janvier 1916 en prenant la place d’un guetteur. Amputé de la main gauche. »

— Journal officiel de la République française du 9 mars 1916
Il n’en reprend pas moins son métier de sculpteur et l’œuvre qu’il a conçue en mars 1914, Le Premier Toit, reçoit le grand prix national des Beaux-Arts en 1921. Anne André Glandy l'a décrit : « Un homme et une femme agenouillés l’un en face de l’autre : dans un geste de protection l’homme relève la femme et la maintient tandis qu’avec tendresse elle cherche à s’appuyer sur lui. C’est le principe de la clef de voûte, la base de toute architecture. » Charles Maurras écrira un poème sur cette œuvre.

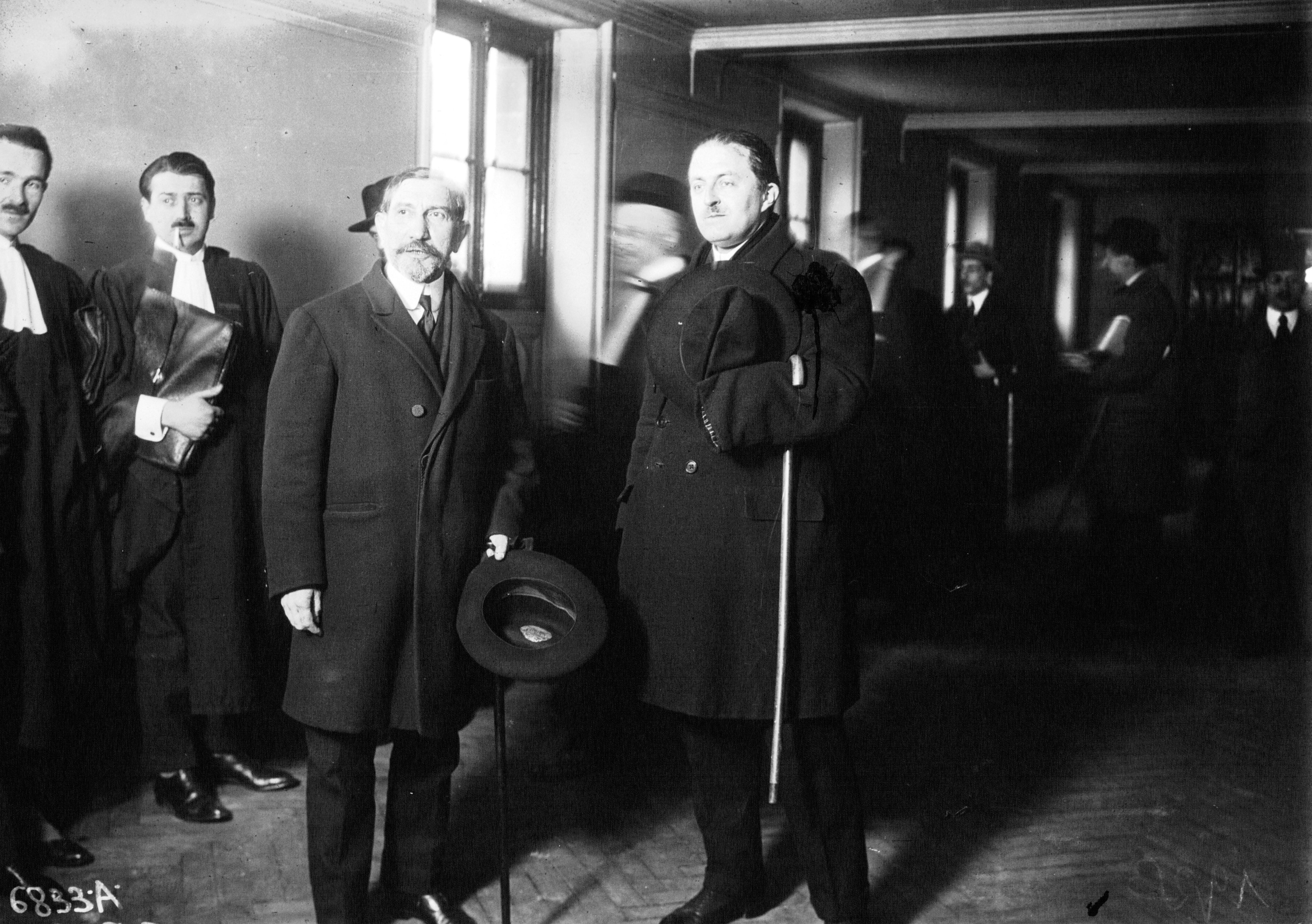
À gauche, Charles Maurras ; à droite, Maxime Real del Sarte, en 1923.

### L'entre-deux-guerres
En 1928, il sculpte la façade la galerie cynégétique du duc d’Orléans, édifiée par l’architecte Weber au no 45 rue Buffon et inaugurée le 22 décembre 1928,. Dès lors, sa notoriété d’artiste grandit, tant parmi ses amis que dans le monde officiel, dont il reçoit de nombreuses commandes. « De la main qui lui restait », note René Brécy, « il a modelé cent ouvrages très variés, davantage peut-être conçus dans une méditation à la fois enflammée et subtile. Ne pouvant manier le ciseau, il a dirigé avec une étonnante maîtrise celui des praticiens, choisis entre tous, auxquels il lui fallait confier l’exécution de ses maquettes ».
L’activité de son atelier de sculpteur ne change ni ses opinions, ni son militantisme, ni ses amitiés : Philippe d’Orléans d’abord, qu’il connaissait depuis 1913, le duc de Guise et enfin le comte de Paris ; il fonde une association qu’il nomme Les Compagnons de Jeanne d'Arc, sous l’égide de laquelle il travaille à obtenir la levée de la condamnation prononcée par le Vatican à l’encontre de l’Action française, en 1926. La levée est obtenue en juillet 1939. Son œuvre comporte plusieurs représentations de Jeanne d’Arc, dont une statue funéraire des années 1930, à Bar-le-Duc, assez proche du monument de Jeanne d’Arc à Rouen, à ceci près que des fleurs y remplacent les flammes.
Il participe à l’émeute antiparlementaire du 6 février 1934, lors de laquelle il est blessé.

### Seconde Guerre mondiale
Sa statue du général Mangin, qu'il avait réalisé grâce à une souscription lancée par le maréchal Foch et était érigée sur la place Denys-Cochin, est détruite par les Allemands qui occupent Paris en octobre 1940, sur ordre d'Adolf Hitler. Seule a subsisté la tête, conservée aujourd'hui à la Caverne du Dragon.
Pendant la Seconde Guerre mondiale, réfugié à Saint-Jean-de-Luz, il favorise le passage de fugitifs vers la zone libre ou l’Espagne. Apprenant que des otages devaient être fusillés à Bordeaux, il prit le train pour Vichy, intervint auprès du maréchal Pétain et parvint ainsi à empêcher ce drame.[réf. nécessaire]

### Après-guerre
En 1952, il intervient, avec Henry Bordeaux, auprès du président de la République Vincent Auriol pour obtenir la grâce médicale de Charles Maurras, condamné à la réclusion à perpétuité pour intelligence avec l'ennemi, par la cour de Justice de Lyon en 1945.
En mauvaise santé, il se retire dans sa maison des Pyrénées, près de Saint-Jean-de-Luz, et meurt le 15 février 1954 au 88 boulevard de Courcelles dans le 17e arrondissement de Paris. Il repose au cimetière ancien de Saint-Jean-de-Luz.

### Décorations
- Chevalier de la Légion d'honneur (décret du 30 décembre 1939)
- Médaille militaire (1916)
- Croix de guerre 1914-1918, palme de bronze[13]
- Croix du combattant
- Ordre de la Francisque

## Postérité
Anne de Roux-Glandy lui a consacré un livre-souvenir, publié en 1954 par les Éditions d’Histoire et d’Art. En 1956 paraissait un album de photographies de ses œuvres, préfacé par le baron Meurgey de Tupigny, un proche sur le plan idéologique, qui note : « L’amour de la patrie, la poursuite de son idéal, son culte pour Jeanne d’Arc se confondent, se pénètrent et s’enroulent autour de ce pivot que fut pour lui l’idée monarchiste. »
En mars 2004, le bulletin Lecture et tradition consacra un numéro au cinquantième anniversaire de sa mort.
L'Action française étudiante, le mouvement de jeunesse de l'Action française, a donné son nom à ses universités d'été, appelées camps Maxime Real del Sarte.

## Œuvres

### Sculptures

#### Jeanne d'Arc

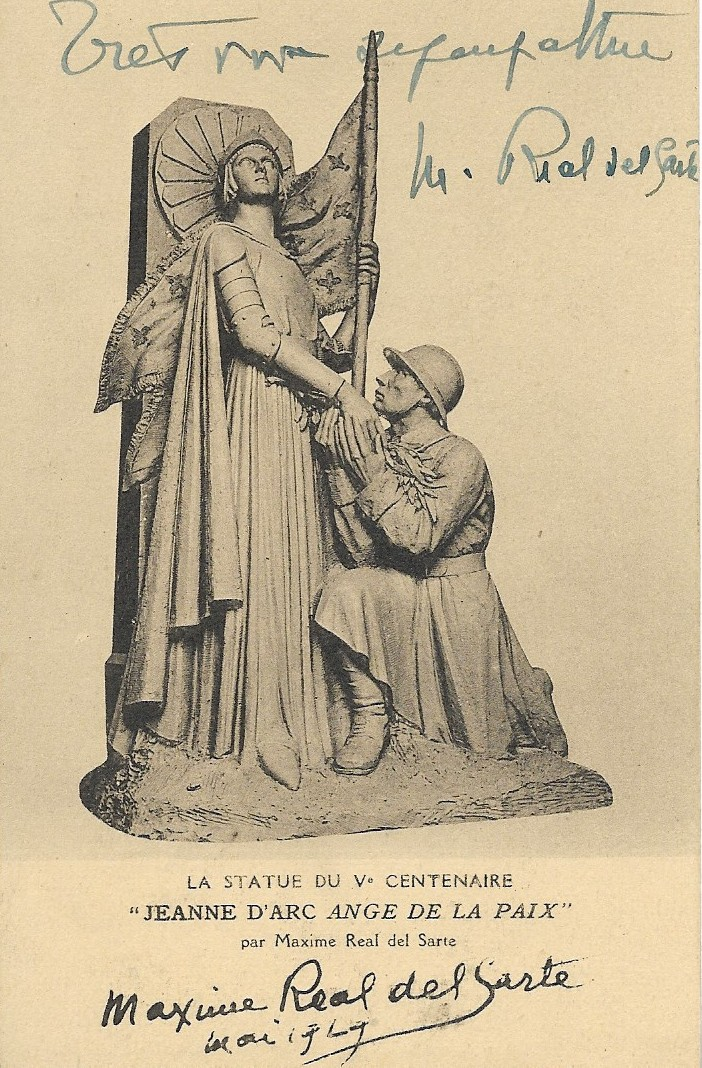

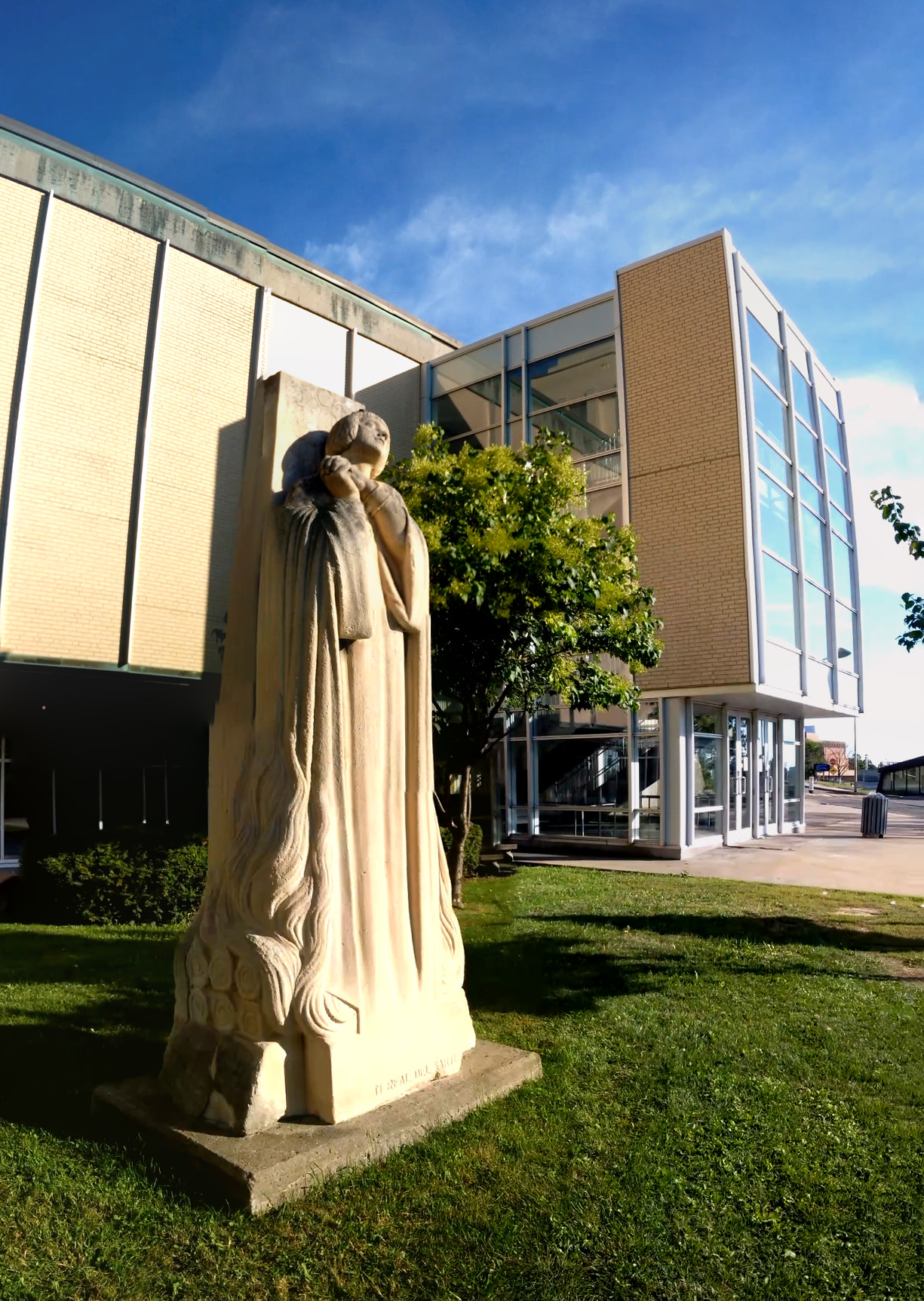
Jeanne au bûcher, Montréal (Canada) ; réplique de la statue originale de 1928 à Rouen.

Jeanne d'Arc est nettement présente dans l'œuvre statuaire de Maxime Real del Sarte :
- Argentine :
  - Buenos Aires : Jeanne au bûcher (1948[15])
- Canada :
  - Montréal : Jeanne au bûcher (Pavillon Claire-McNicoll, Université de Montréal, vers 1944)[16]
- France :
  - Béthune : Jeanne d'Arc, église saint Vaast de Béthune
  - Cannes : Jeanne d'Arc (1942), square Jean-Hibert, Cannes
  - Langogne : monument aux morts (1922) ; inclut Jeanne d'Arc dans le groupe statuaire
  - Limoges : Jeanne d'Arc, place Fournier, dans le quartier Saint-Martial, statue inaugurée en 1942[17], déplacée en 2021[18] avant d'être replacée rue de la Porte Tourny, près de l'église Saint-Pierre du Queyroix[19]
  - Pau : Jeanne d'Arc (boulevard Alsace-Lorraine)
  - Paris :
    - Jeanne d'Arc (église Saint-Philippe-du-Roule, marbre, 1920) ; debout en armure, Gallia sur son bouclier
    - Jeanne d'Arc (basilique Sainte-Jeanne-d'Arc)

  - Poitiers : Jeanne d'Arc ou l'Ange de la paix (square des Cordeliers, 1928)
  - Roubaix : Jeanne d’Arc écoutant les voix (parc Barbieux, 1951)
  - Rouen :
    - Jeanne au bûcher (place du Vieux-Marché, 1928) ; inscrite au titre des monuments historiques le 30 octobre 2002[20]
    - Monument de la Victoire (1925), place Carnot, inclut Jeanne d'Arc dans le groupe statuaire

  - Saint-Martin-aux-Buneaux (76) : monument aux morts dans le cimetière de l'église

#### Autres sujets
- Béthune : Saint Michel (église saint Vaast)
- Biarritz : L'Aube (rond-point du Parc d'Hiver, marbre blanc) ; statue d'une femme nue, assise
- Cholet : Le Vendéen (1935)[21]
- Lille : Louise de Bettignies (boulevard Carnot, 1927)
- Le Mont-Saint-Michel : Saint Michel (1941)
- Orléans : Le Premier Toit (parc Louis-Pasteur[22])
- Paris :
  - Monument au général Mangin (1932), place Denys-Cochin ; fondu en 1940 par l'armée allemande
  - Monument à Pierre Ier de Serbie et Alexandre Ier de Yougoslavie (square Alexandre-Ier-de-Yougoslavie, place de Colombie, 1936)[23].
  - Statue équestre du maréchal Joffre (devant l'École militaire, place Joffre, 1939)
  - Tombe de Marius Plateau (cimetière de Vaugirard)
  - Vierge (chapelle Notre-Dame-de-la-Médaille-miraculeuse, 1933)
  - Marseille : Jeanne-d'Arc (église Saint-Philippe)
- Roubaix : Monument au Commandant Louis Bossut (parc Barbieux, 1925)

#### Monuments aux morts
Maxime Real del Sarte est l'auteur de la statuaire de nombreux monuments aux morts de la Première Guerre mondiale :
- Belgique :
  - Stavelot : monument aux morts
- France :
  - Aisne :
    - Berry-au-Bac : monument des chars d'assaut
    - Hirson : monument aux morts

  - Ardèche :
    - Viviers : monument aux morts

  - Gard :
    - La Grand-Combe : monument aux morts (1923)

  - Hauts-de-Seine :
    - Sceaux : monument aux morts

  - Hérault :
    - Ganges : monument aux morts

  - Loire-Atlantique :
    - La Baule-Escoublac : monument aux morts

  - Lozère :
    - Langogne : monument aux morts (1922)
    - Saint-Chély-d'Apcher : monument aux morts

  - Manche :
    - Cerisy-la-Salle : monument aux morts

  - Marne :
    - Sainte-Marie-à-Py : statuaire du monument Aux Morts des Armées de Champagne

  - Meurthe-et-Moselle :
    - Briey : monument aux morts

  - Nord :
    - Lille : monument aux morts

  - Oise :
    - Compiègne : monument aux morts
    - Ressons-sur-Matz : monument aux morts

  - Pas-de-Calais :
    - Laventie : monument aux morts
    - Neuville-Saint-Vaast : monument aux Polonais volontaires pendant la Première Guerre mondiale (La Targette, 1936) ; le modèle est Zofia Kowalczykowska.

  - Pyrénées-Atlantiques : Monument aux morts de Sare, par Maxime Real del Sarte, 1920.
    - Ascain : monument aux morts
    - Guéthary : monument aux morts

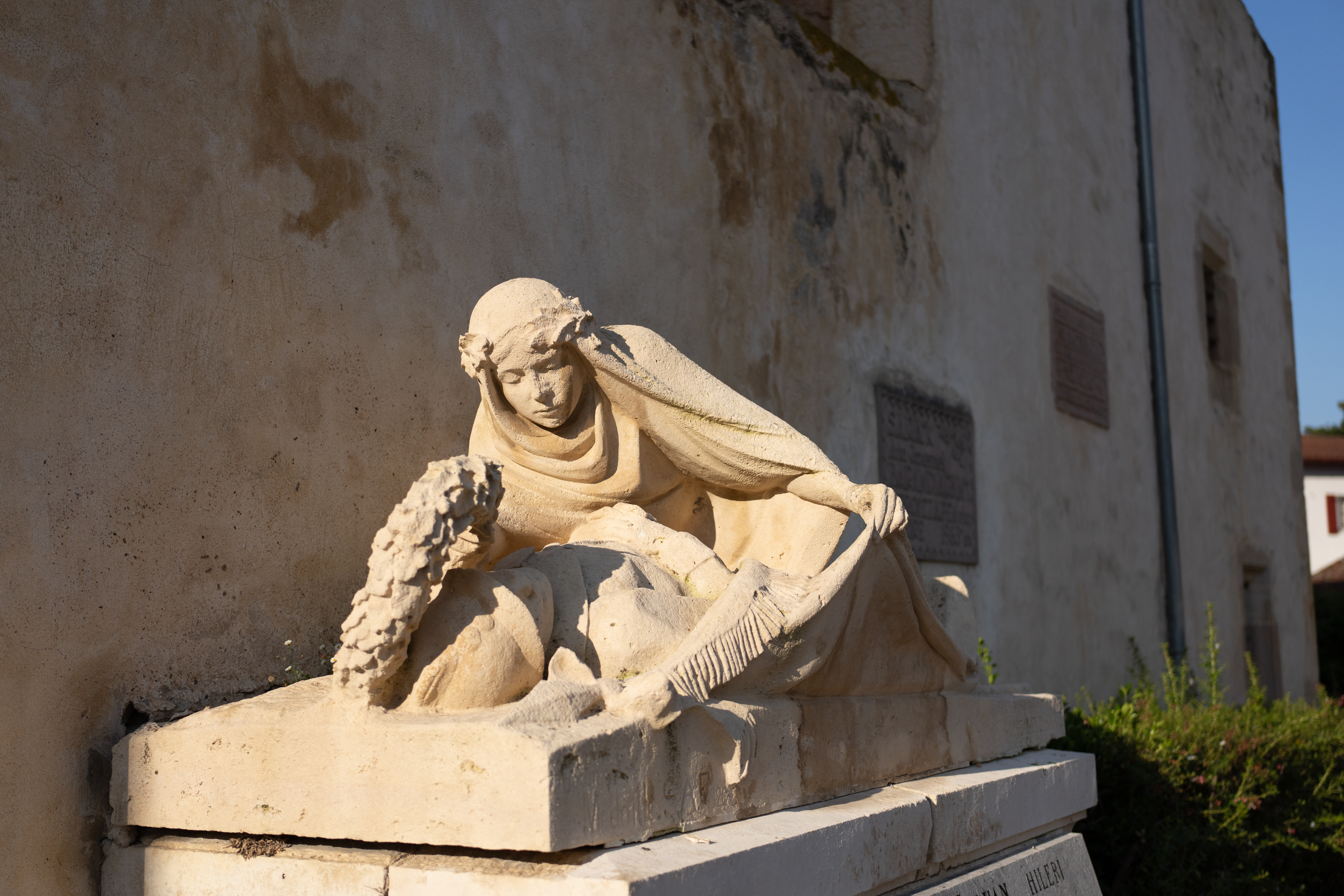
Monument aux morts de Sare, par Maxime Real del Sarte, 1920.

    - Saint-Jean-de-Luz : monument aux morts
    - Sare : monument aux morts

  - Seine-Maritime :
    - Rouen :
      - Monument de la Victoire (place Carnot, inauguré le 15 novembre 1925[24]. Le fantassin de gauche du monument représente Charles Maurras, celui de droite Maxime Real del Sarte
      - Monument aux morts des Forains (1931[25],[26],[27])

    - Saint-Martin-aux-Buneaux : monument aux morts (1925)
    - Le Tréport

  - Vienne :
    - Sommières-du-Clain : monument aux morts

  - Vosges :
    - Contrexéville : monument aux morts

  - La Réunion :
    - Saint-André : monument aux morts

### Publications
- Au pays de Franco, notre frère latin. Suivi de : Sous le signe de Jeanne d'Arc, discours prononcé à Domrémy le 9 mai 1937. Avec une lettre-préface de Charles Maurras, Le Croquis, Paris, 1936.
- « Préface » à Henry Planche, Un chevalier de Jeanne d'Arc, pièce en 3 actes, Imprimerie Moderne, Chambéry, 1942.
- « Préface » à M. Dufrénois, Jeanne d'Arc qui revient sauver la France et le XXe siècle, d'après une antique prophétie, Eugène Figuière, Paris, 1936.